# 熊谷連続殺人事件
熊谷連続殺人事件（くまがやれんぞくさつじんじけん）および熊谷6人殺害事件（くまがやろくにんさつがいじけん）とは、2015年（平成27年）9月14日・9月16日の計2日にかけて、埼玉県熊谷市で所轄の埼玉県警察熊谷警察署から脱走したペルー人の男が、小学生女児2人を含む住民の男女6名を相次いで殺害した連続殺人事件。地裁で死刑判決が出た後、上訴審で統合失調症による心神耗弱が認められ無期懲役判決となり、判決が確定した。

## 事件前日

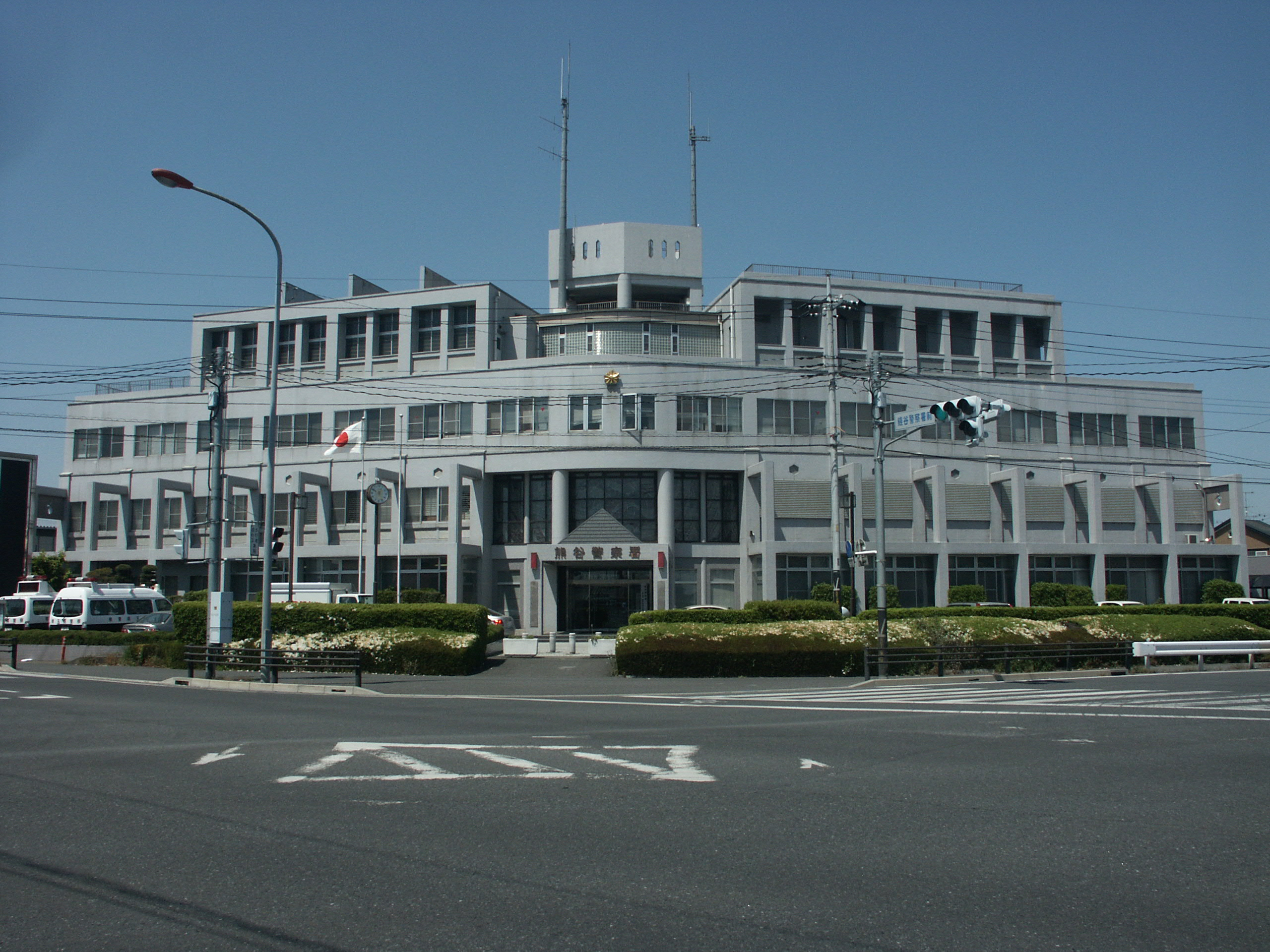
熊谷警察署

2015年9月13日12時半すぎ、住所不定無職（前日まで群馬県伊勢崎市のサラダ製造工場に派遣社員として勤務）のペルー人の男が熊谷市内の民家の庭に侵入した。住民が「何か用ですか?」と声をかけると、男は電話をかけるような仕草で「ケイサツ、ケイサツ」と言い、さらに財布を手で叩きながら「カネ、カネ」と言ったという。住民は熊谷消防署玉井分署に連絡し、13時半ごろ、同署の署員が「片言の日本語で『ポリスに電話してください』と話す外国人がいる」と熊谷警察署籠原駅前交番に通報し、交番の警察官2人が13時45分に通報現場に臨場した。
男は「ペルーに帰りたい」という発言を繰り返し、スペイン語を発したため、警察は通訳が必要と判断し（通訳の手配を要請したのは15時ごろ）、男を熊谷署へ案内した。警察は身分や所持品の確認を行ったあと用件を確認すると、男は「神奈川にいるお姉さんのところ・・・」「ペルーに帰りたい」などと述べ、警察は男に親族に電話をかけるよう指示すると、親族の日本語も片言であったほか、男は通話中に泣き出した。
同日15時ごろ、男はトイレに行くとそこでも泣き出したり、問い掛けを無視するなどした。男はその後喫煙休憩を求め、署員1名が付き添い玄関外の喫煙所で一服した。15時半前、庁舎へ戻ることを促されると、現金約3,400円やパスポート、携帯電話が入った荷物を署内に置いたまま（手ぶら）、署員を振り切って警察署前の国道17号（中山道）を赤信号を無視して横断し、向かいのファミレスに逃げ込み、署員1人が追い掛けたが見失った（『夕刊フジ』によると、1人の署員が煙草を吸うために男を玄関先に連れて行ったところ、署員が男に背を向けた隙に逃走したという）。
警察が携帯電話の通話履歴などを調べたところ、男が事情聴取を受ける前に複数の外国人知人と連絡をとっていたことがわかった。警察が通話相手から話を聞いたところ、男は身の周りの異常を訴え、後述のように「殺される」と話していたという。熊谷署は、この時点では犯罪の嫌疑はないものの、男が日本語による会話がほとんどできないことや、所持品を置いたまま逃走したという不審点から、何らかのトラブルを起こすと判断し、15時38分ごろから7人態勢で、15時50分ごろからは約20人態勢で捜索を行い、男の親族に男が訪ねて来たら連絡するよう依頼したほか、親族宅に署員を派遣した。
同日17時9分ごろ、署から約500m離れた住宅（16日の事件の現場の近所）から「敷地内の物置に外国人が侵入していたので声をかけたら逃げた」、17時34分ごろには同所から約270m離れた住宅から「中東系の外国人が侵入した」という110番通報があった。侵入者と思われる男性が侵入先の住宅付近の路上で会社員男性に対して疲れた様子で｢カネ、カネ｣と金銭を要求し、断られると近くの車を覗き見て、注意されると走り去ったという目撃証言がある。また1件目の通報者によると、16時ごろに物置を見たときは異常がなく、16時40分ごろ、自宅の物置の中で長袖Ｔシャツにジーパン姿の浅黒い肌の外国人風の男が、手ぶらで青白い顔で怯えた様子で立っているのを発見し、外へ出るように促すと物置から退出し、男は無表情のまま「カナガワ」と言い、事情を聞こうとすると急に走り出し、柵を乗り越え住宅街へと逃走したといい、翌日被害届を提出した。この件に関しては早々と、逃走した男が犯人であると署は把握しており、18時40分ごろからは警察犬も加わって捜索を行ったが（出動要請自体は男が署から逃走した時点で出ていたが、埼玉県警には直轄警察犬が存在しないため、活動開始まで約2時間50分を要している）、警察犬による捜索は約55分間、400mで臭気が途切れて終了しており（警察犬なしでの捜索は20時40分ごろまで行われ、その後パトカー2台による重点警戒に移行）、16日に男が自殺を図る（未遂）まで身柄を確保できなかった。

## 事件発生
- 男性（55歳）
- 女性（53歳）

第2の事件（16日）
- 女性（84歳）

第3の事件（16日）
- 女性（41歳）
- 女児（10歳）
- 女児（7歳）

14日夕方、熊谷市見晴町の住宅（上熊谷駅から南に約500m、荒川の河川敷のそば）で男女2名（夫婦）が殺害される（第1の事件）。この事件は18時5分ごろに妻の散歩仲間の女性が夫婦宅を訪ねたときに発覚したが、この女性が17時すぎに散歩に誘うメールを送った時は了承する旨の返信があったという。夫妻の部屋の壁にはアルファベットのような文字が血で書かれており、警察は犯人が書いた可能性があるとみて調べている。
15日には、警察は13日17時9分ごろの通報者の敷地に侵入した疑いで、男の逮捕状を取っていた。しかし、不審者情報を自治体や教育機関に提供せず、理由について「一般的に住居侵入事案は周知しない」と回答している。
16日、同市石原の自宅（石原駅から北に約400m、第1の事件の現場から北西に約1km）にいた独身女性1名が殺害され（第2の事件。通報は16時23分、警察が発見したのは16時50分）、別の住宅（第2の事件の現場から西方に約80m）にいた母親とその娘の小学生2児の3名が殺害された（第3の事件）。17時14分ごろ、警察官が第3の事件が発生した住宅に第2の事件の聞き込み捜査のため訪問したところ、照明が点いているにもかかわらず応答がないことを不審に思い、周囲を覗いていると17時27分にこの家の2階から両手に包丁を持った男が顔を出した。17時33分ごろ、警察の説得を無視して自殺（両腕を包丁で数回切った後窓から投身）を図り、頭部を強打・骨折し意識不明となったところで警察に身柄を確保され、所持していた包丁2本を押収され、深谷市内の病院へ運ばれた（第3の事件の被害者が発見されたのは、男の身柄が確保された後である）。身柄確保時、男は被害者宅にあった服を着ていた。

## 捜査
男はしばらく意識不明の状態が続いていたが、9月24日に意識が回復し、10月8日に退院した。同日に第1の事件の被疑者として（殺人及び住居侵入）、11月4日に第2の事件の被疑者として、11月25日に第3の事件の被疑者として、それぞれ逮捕された。一方、男は全ての容疑を否認している。
犠牲者は包丁により殺害されており、犠牲者のうち大人4人は複数の切り傷を負っているが、小学生の姉妹はともに一突で失血死していることが判明している。埼玉県警熊谷署捜査本部は、小学生姉妹が一突きで殺害されていることから、男に強い殺意があったとして捜査を行っている。さらに、犯行当時10歳だった長女の両腕をひものようなもので縛り、口に粘着テープを貼って、殺害前後のいずれかにおいて短パンと下着を脱がし、下着に精液を付着させた。(その後)代わりの短パンや七分丈ズボンを着用させた。男がすべての遺体について隠そうとした痕跡が見つかり、現場となった3つの住宅では第三者が飲食をした形跡が見つかった（夫婦宅では男がビールを飲んでいたことが判明している）ほか、16日に殺害された独身女性の自宅は、遺体発見時冷房装置と照明器具のスイッチが入ったままで、男がこの家で一夜を明かした可能性がある。現場となった3つの住宅はいずれも鍵が壊された形跡がなく、男の運動靴と特徴がよく似た土足の跡が玄関や窓から室内に続いていたため、警察は男が無施錠の家を狙った可能性があるとみている。

### 第1の事件から第2・第3の事件までの被告人の足取り
14日にはこの日殺害された夫婦のものと見られる車が一方通行を逆走するのが目撃され、夫婦宅から約200m離れた駐車場に夫婦の車が乗り捨てられているのが見つかった。また、駐車場近くで自転車が盗まれたが15日に熊谷市石原で見つかり、自転車の持ち主は「14日22時にはいつもの場所にあった」と話しており、男は夫婦殺害後夫婦の車を奪って逃走し、乗り捨てたあと荒川の河川敷など付近に潜伏し、自転車を盗んでさらに逃走した可能性がある。

## 精神鑑定
12月7日、さいたま地方検察庁は、男が事件直前に「誰かに殺される」などと不可解な言動をしたり、逮捕後に「仕事をしていて気がついたら病院にいた」と供述したりしたことから、事件当時の精神状態を調べ、刑事責任能力の有無を判断するためにさいたま地方裁判所に鑑定留置を請求し、認められた。留置期間は8日から2016年3月11日までで（のちに5月13日までに延長）、男の身柄は8日に熊谷署からさいたま拘置支所に移される見通しである。
さいたま地検は、2016年5月13日まで実施した鑑定留置の結果、事件当時の被疑者には刑事責任能力があったと判断した。
拘留期限満期となる2016年5月20日、さいたま地検は、起訴容疑を殺人から、強盗殺人と死体遺棄などに切り替え、男をさいたま地方裁判所に起訴した。裁判員制度導入後では初めて、殺害被害者数6人以上の大量殺人事件の犯人が起訴されたケースとなった。

## 刑事裁判
さいたま地方裁判所は2017年4月10日より、本事件の刑事裁判の第1回公判前整理手続を開始し、19日に発表した。弁護側が請求していた精神鑑定が採用され、精神科医による精神鑑定が行われた。
捜査段階と別の医師のもとで改めて実施された精神鑑定の結果、訴訟能力について、「自分が裁判にかけられていることや弁護人がついているということを理解する能力が阻害されている」として、精神疾患があるとする判断が示された。
4回にわたる公判前整理手続きを終え、2017年12月4日、さいたま地裁（佐々木直人裁判長）は、裁判員裁判の初公判期日を2018年1月26日に指定した。同年2月19日まで、計12回の審理を行い、同年3月9日に判決を言い渡す予定とした。
さいたま地裁における本事件の事件番号は、平成28年（わ）第631号（住居侵入、強盗殺人、死体遺棄）である。
刑事裁判では、刑事責任能力の有無がおもな争点となり、弁護側は無罪を主張する見通しであると報じられた。

### 第一審・さいたま地裁（裁判員裁判）

#### 第1回公判
2018年（平成30年）1月26日、裁判員裁判の初公判がさいたま地裁（佐々木直人裁判長）で開かれた。
冒頭陳述で、検察側は「被告人は、金を奪う目的で6人を殺害した」、「発見困難な場所に遺体を隠したり、血痕を拭ったりするなど、自己防衛的な行動を取っていることから、違法性を認識していた」と指摘した。
その上で、「被害妄想はあったが幻覚や幻聴はなかった」と述べ、完全な責任能力があることを主張した。
また、証拠調べで検察側は「最初の被害者宅の室内などに、被告人のものとみられる足跡があった」、「現場に残された飴玉などに付着した唾液のDNA型を鑑定したところ、被告人のものと一致した」などと主張した。
一方、被告人は、被害者遺族がいた傍聴席をにらみつけたり、裁判官から起立するよう促されても動こうとしなかったりなど、公判を傍聴していた女性曰く「話を聴いていない印象で態度がよくない」様子で、裁判長から警告される一幕もあった。弁護側は同日、罪状認否を留保した。
その後被告人は、裁判長から「起訴内容に間違いはないか」と問われると、数分間沈黙したあと、「私もカップを頭の上に置いた」など、裁判とは全く関係ない、意味不明な発言をした。
被告人の弁護人を務める弁護士・村木一郎は、「被告人は事件について語れない」として、認否についての意見を留保した上で「犯罪が成立するとしても、被告人は心神喪失状態だった」として無罪を主張する方針を示した。

#### 証人尋問
2018年1月29日に第2回公判が開かれ、証人尋問が行われた。最初の犠牲者となった夫婦の長男は、両親を失ってから2年となる現在の心境について、「生まれてくる孫の顔を見せたかった。寂しい気持ちはあるが、仕事を一生懸命やることが、両親への一番の供養になると思う」と語った。その上で、「犯人に一番重い処罰を望む」として、死刑判決を求めた。また、110番通報者となった、夫婦の知人女性も出廷し、「無罪は絶対にありえない」と主張した。
2018年1月30日に第3回公判が開かれ、証人尋問が行われた。第3の事件で、妻と娘2人を失った被害者遺族の男性が出廷し、被告人への量刑について「絶対に許さない。死刑以上の判決があるなら、それを望みたい。3人が苦しんだ以上の苦しみを3回味わわせたい」として、可能な限りの厳罰を求めた。
2018年1月31日に第4回公判が開かれ、証人尋問が行われた。事件直後、負傷していた被告人が逮捕前に入院していた病院の担当医師が、証人として出廷した。医師は、「被告人は意識を回復した直後、自分が声をかけると、1分間のやり取りの中で、間をおいて『2人、殺した』と言葉を発した」と証言した。同日、被告人の17歳年上の実姉も、証人として出廷した。姉は、「実家は貧しく、父が家族に暴力を振るうなど粗暴な性格だった。兄が犬を殺し、家に内臓を持ち込むこともあった」、「来日後に一緒に暮らしていた際、弟（被告人）が、『黒い影が現れて寝かせてくれない。家の中に悪いものがいる』と話していた」、「法廷での弟は、目が合っても無表情で、まるで別人みたいだ」と証言した。
第5回公判が2月1日に開かれたのち、第6回目公判は2月2日に開かれた。事件当時、捜査を担当していた熊谷警察署の元署員が、証人として出廷した。元署員は、「被告人は、住宅に侵入し、熊谷署に連行された際、神奈川県に住む姉に対し、署内で電話をかけていた」と明らかにした。その上で、当時の様子について「だんだんと感極まるような泣き出し方をした。どうしたのか尋ね、電話を替わろうとすると、被告人は、通話を切ってしまった。その後、別の警察官と共に、トイレ・喫煙所に行き、警察署の交差点を突っ切って逃走した」と証言した。
第7回公判が2月6日に開かれたのち、第8回公判は2月7日に開かれた。同日は被告人の姉が証言台に立ち、事件直前に弟と電話した内容について証言した。被告人は、事件前日の12、13日に、それぞれ複数回、姉と電話で会話した。最後の会話となった13日午前の電話で、被告人は「アパートの1、2階に住む、ペルー人とブラジル人が、『殺す』と言っている」と話したという。事件当時の被告人の様子について、姉は「弟は当時、とても焦っておびえていた。意味不明なことを話していた。その原因は、寝不足によるストレスではないかと思う」と証言した。また、被告人の人柄について、姉は「けんかしている2人がいたら仲裁に入るタイプだ」と答えた。

#### 被告人質問
2月9日に開かれた第9回公判では被告人質問が行われた
。被告人は、最初の約10分間は弁護人が何を尋ねても言葉を発せず、うつむいていた。その後、弁護人から、「日本で人を殺害したことがあるか」と質問されても、スペイン語で「覚えていません」と、計5回にわたって繰り返した。
その後、検察官から同様の質問をされると、被告人は「人たちを殺した」と述べたあと、「それは私ではない」と話した。検察側は、「被告人は事件前、周囲に『ヤクザに追われている』と話していた」と言及した上で、「あなたが話していた『ヤクザ』とは、どんな特徴や服装の人か」と質問すると、被告人は「私が6人を殺した」と返答した。しかしその後、被害者参加弁護人が「あなたは先ほど『6人殺した』と言ったか」と確認すると、被告人は「私がそんなことを言ったのか」と述べるなど、答えになっていない回答をした。このほか被告人は、「その文化は私にはどうでもいい」、「私は耳が聞こえないし、目はひとつしかない。歯がない」、「人肉を食べさせられた」、「猫が自分に言った」、「天使が落ちてきたから、耳鳴りがした」など、質問とはまったく関係ない、意味不明な発言を繰り返したり、起訴内容についての質問には、沈黙していたりと、会話がかみ合わない場面が見られた。その後、被害者参加制度を利用して出廷した、妻子3人を奪われた第3の事件の遺族男性が被告人に質問した。男性から、「あなたは家族を大事にしていますか」と問われると、被告人は「大事です」と返事したが、「その家族が全員殺されてしまったらどう思うか」という質問に対しては明確に答えないなど、ちぐはぐな言動を繰り返した。
2月13日、第10回公判が開かれ、証人尋問が行われた。同日、弁護側の請求により、起訴後に被告人の精神鑑定を行った精神科医が出廷し、「被告人は事件当時から現在に至るまで統合失調症の状態にある」と証言した。医師は被告人の現在の精神状態について、「自発的な行動や、周囲への反応が少なく、幻聴もある」と指摘した。その上で、事件前の被告人の精神状態に関しては、本人の「追われている」などの証言や、熊谷署に所持品を残して逃走したことなどを挙げ、「切迫した身の危険からの逃避行中に、犯行が行われた。状況を誤って、被害的に確信しており、突発的・衝動的な行動が、事件に影響した可能性がある」という見解を示した。また被告人は、被害者の遺体を遺棄したり、盗んだ携帯電話や車の鍵を隠したりするなどの行動をとっていたが、この点についても、医師は「全体として、精神障害の症状がみられ、誤った思い込みによる行動の中で、犯行が起きている。被告人がどこまで、犯罪としての認識を持っていたかは、慎重に判断しないといけない」と述べた。
2月14日、第11回公判が開かれ、前回公判同様、弁護側の請求で行われた精神鑑定を行った精神科医が証人として出廷した。この公判で実質審理が終了した。
精神科医は、「被告人は、犯行時は統合失調症であっても、一般論として『人を殺害することは悪いことだ』と理解しており、善悪の判断はついていたといえる」と証言した。その一方で、被告人が殺害行為を理解していたかについては「被告人は、『命を奪っている』ということは認識していたと思うが、『なぜ、命を奪っているか』など、詳しい事情を理解していたかは分からない」と証言した。また医師は、被告人が事件前に知人に対して語った、「追われている」「殺される」などの被害妄想・精神的不穏が犯行に影響した可能性を指摘した上で、「妄想や不穏がなければ事件は起きなかったと思う」と証言した。医師はこれに加えて、被告人が事件現場となった複数の住宅で財布を物色したり、遺体を隠したりしたとされる行為についても、「妄想で説明がつくかどうか、何か現実的な理由があるかどうかなどは、本人の口から一切説明が得られないので、判断できない」と語った。そして「公判前の鑑定時も、9日の被告人質問でも、被告人の心の中での事実がどうなっているか意味のある答えは得られなかった」と証言した。

#### 死刑求刑・結審
2月19日、検察側の論告求刑・弁護人の最終弁論が行われ、検察側は、被告人に死刑を求刑した。
この日は論告に先立ち、被害者遺族の意見陳述があった。3件目の被害者である妻子を失った遺族男性は、「（犠牲となった）妻の人生、娘の人生は何だったのか。自分の家族が殺されて突然一人になったらどう思いますか」などと、裁判員らに訴え、「被告人を許せない」と述べ、死刑判決を求めた。また、同様に死刑を求める2件目の被害者の妹の意見書も読み上げられた。
検察側は論告で「遺体を隠したり、血痕を拭い取ったりなど、犯行を隠蔽するような行動を取っていることなどから、被告人には責任能力が認められる」と主張した上で、「まったく落ち度のない他人の生命を害することで、利欲目的を達することなど到底許されない」「極めて残虐で冷酷非道な犯行だ」と指弾した。
一方、認否を留保していた弁護人側は、最終弁論で「検察側は、被害者らに対する強盗殺人罪を主張するが、被害者らの家に入ったのは『自分が追われている』という妄想により『追跡者から逃れるため』家に入ったと考える方が自然だ」と主張し、「強盗殺人罪は成立せず、殺人罪・窃盗罪に留まる」と反論した。その上で、「被告人は犯行当時、統合失調症の圧倒的影響下にあったため、善悪の区別がつかなかった。犯行を思いとどまれなかった疑いが残るなら、裁くことはできない」と訴え、心神喪失状態だったとして、無罪を主張した。
これまでの公判で、意味不明な発言を繰り返したり、質問に対して明確に答えなかったり、裁判官の指示に従わなかったりしていた被告人は、最終意見陳述で佐々木裁判長から発言を促されたが、何も話さなかった。このため、公判を通じて被告人からは事件の核心に触れるような発言がないまま結審を迎えた。

#### 死刑判決
2018年3月9日に判決公判が開かれ、さいたま地裁（佐々木直人裁判長）は検察側の求刑通り被告人に死刑判決を言い渡した。
ペルーでは1979年以降死刑が執行されておらず、通常の殺人事件における死刑制度を廃止している。
死刑判決の際は判決主文を後回しにして判決理由を先に朗読することが多いが、さいたま地裁は死刑判決の主文を後回しにせず冒頭で言い渡した。その後、判決理由でさいたま地裁は「人命を奪う危険な行為と分かって犯行を行っていたことは明らかだ」として検察側の主張通り被告人が犯行当時明確な殺意を有していたことを事実認定した上で「現場から検出された唾液と被告人のDNA型が一致した点から、被害者たちの死亡に直接関与したことが認められる」として強盗殺人罪3件などの成立についてもいずれも「被告人=犯人である」と事実認定した。そして責任能力の点に関しては「犯行後に被害者の車を奪うなど、金品を得るために一貫した行動を取っていた点が認められ、事件現場で遺体を隠した（犯跡の隠蔽を図った）ことなどから完全な責任能力が認められる」と判断し、弁護人の「統合失調症により被告人は犯行当時心神喪失の状態だった」とする主張を「妄想が犯行に一定の影響を与えていることは否定できないが限定的だ」と退けた。

#### 第一審判決に対する反応
第3の事件で妻子を失った被害者遺族の男性は、閉廷後の記者会見で、「当然の結果だと思い安心した。妻や娘に報告したい」、「父親として家族に最低限のことができたと思う」と語った一方で、「被告人からは謝罪もないので、怒りと憎しみが変わらずある」とコメントした。
裁判員の1人は閉廷後の記者会見で、「事件当時の被告人の精神状態について判断は難しかったが、裁判官・裁判員の全員で1つ1つの証拠について協議し、客観的に判断した」「この事件を防ぐことはできなかったのか、警察など関係機関が反省すべき点はあると思う」とコメントした。また別の裁判員は、「被告人は事件当時、正常な判断ができていたと思う。被害者遺族に謝罪してほしかったというのが率直な思いだ」とコメントした。
第3の事件で犠牲になった当時小学生の姉妹が通っていた熊谷市立石原小学校の校長は、2015年4月に赴任してわずか5か月後、教え子2人を事件で失った。校長は、『埼玉新聞』の取材に対し、「本校の子ども2人の尊い命が奪われたという事実は変わらない。改めてご冥福をお祈りしたい」と語った。
被告人の弁護人を務めた弁護士・村木一郎は閉廷後に被告人の完全責任能力を認めたこの判決を「統合失調症が犯行に影響を与えたと認定したにも拘らず完全責任能力を認めるとは滑稽な判決だ」と批判した上で、判決を不服として同日付で東京高等裁判所に控訴する手続きを取った。

### 上訴審
2019年（令和元年）6月10日に東京高等裁判所（大熊一之裁判長）で控訴審初公判が開かれ、弁護人は改めて被告人の責任能力を争う構えを示した。同日は第一審公判前に精神鑑定を実施した精神科医が証人として出廷し、裁判官からの証人尋問で「事件前に被告人が統合失調症を発症していたのは間違いない。現在事件について話せないのはその病状が悪化しているためだ」と述べた。このほか精神科医は「犯行当時、被告人は妄想があった可能性がある。また、第一審の際は精神鑑定のため面会することができたが今は面会できない」と述べたほか、拘置所内で被告人が弁護人に「無期懲役にならないのか？」などと述べたことを明かした。
被告人は開廷前に「ヘリコプターで降りてきた」などとスペイン語で意味不明な発言を繰り返した一方、公判中は問いかけられても一切言葉を発しなかった。
2019年8月1日に第2回公判が開かれたが、被告人質問で被告人は事件と無関係な発言など意味不明な回答を繰り返したほか、被害者遺族の代理人弁護士・高橋正人から被害者への謝罪の意思を問われると「なぜだ。日本が私に謝るべきだ」と発言した。
控訴審は第3回公判（2019年9月10日）で結審し、同日の最終弁論で弁護人が「被告人は心神喪失状態で刑事責任能力を問えず訴訟能力もない状態だ。無罪を言い渡すか公判手続きを停止すべきだ」と主張した一方、東京高等検察庁は控訴棄却（死刑判決支持）を求めた。
2019年12月5日に控訴審判決公判が開かれ、東京高裁（大熊一之裁判長）は第一審・死刑判決を破棄して無期懲役判決を言い渡した。裁判員裁判で言い渡された死刑判決が破棄された事例は本件で6件目で、東京高裁は判決理由にて「被告人は妄想上の『追跡者』から身を隠すために被害者宅へ侵入し、被害者を『追跡者』と勘違いして殺害した可能性がある」「本来は死刑で臨むほかない重大な犯罪だが、統合失調症がもたらした強い妄想の影響で責任能力が十分ではなかった。心神喪失とまでは言えないが完全な責任能力を認めた第一審判決は適切ではない」として心神耗弱を認定した。
被告人の弁護人は心神喪失を認定しなかった控訴審判決を不服として2019年12月18日付で最高裁判所へ上告した一方、東京高検は控訴期限（2019年12月19日）までに上告を断念したため、上告審で被告人に無期懲役より重い刑（死刑）が科される可能性が消滅した。東京高検の久木元伸次席検事は上告断念の経緯について「事案の重要性や遺族の心情などを踏まえたうえで、さまざまな角度から判決内容を慎重に検討したが、適法な上告理由が見いだせず遺憾だが上告を断念せざるをえない」とするコメントを出した。
その後、2020年（令和2年）9月9日付で最高裁第一小法廷（山口厚裁判長）が被告人の上告を棄却する決定を出したため、無期懲役が確定することとなった。被告人側は同決定に異議を申し立てたが、これも同月24日付の同小法廷決定で棄却されたため、無期懲役が確定した。

## 民事訴訟
事件で妻・小学生の娘2人を失った被害者遺族の男性は埼玉県（埼玉県警の設置者）に対し、「県警が事件発生などを住民らに周知しなかったため、被害を防ぐ手段を取れずに妻子が殺害された」と主張し、2018年9月14日付で慰謝料約6,400万円の支払いを求めた国家賠償請求訴訟をさいたま地裁へ提訴した。原告男性側は以下のように「警察権の不行使」の違法性（警察官職務執行法違反）を主張し、被告・埼玉県に対し「落ち度があったことを認めて謝罪してほしい」と求めている。
- 加害者の男が熊谷署から逃亡した翌日の2015年9月14日に第1の事件で夫婦が殺害されたが、県警は同事件発生から約7時間後に男を参考人として手配していたことから「同事件を『男の犯行』とほぼ断定し、逃亡の事実・さらなる事件が発生する危険性も認識していた」。
  - 少なくとも2015年9月14日（同日の事件で夫婦が犠牲となり遺体で発見された）時点で、埼玉県警は住民に対し「殺人事件が発生したこと」「『任意同行された外国人の男』が署から逃走中であること」「男が住居侵入事案を起こしたこと」などを周知するべきだった[150]。
- 県警が夫妻殺害事件を一般に公表していたが、男の逃走については公開していなかった[151]。その事実について「防災無線を活用」「パトカーの巡回・アナウンスによる注意喚起」などを行う必要性があったにもかかわらず、それらの対応をしなかったのは犯罪予防のための警告を怠った「警察権の不行使」であり違法である[150]。仮に男の逃亡した事実について県警から情報が周知されていればその後の事件は防げた可能性が高い[151]。
- 事件から1，2か月後に当時の県警捜査幹部と直接会って話したが、自分が「なぜ注意喚起しなかったのか」などと県警側の落ち度を指摘する質問をしても求めていた謝罪は得られなかった[155]。

一方で埼玉県警は事件後に発表した検証報告書で、加害者の逃走を周知しなかった理由を「夫婦殺害事件との結び付きが明らかでなかったため」として「不適切な対応はなかった」と結論付けている。
2018年11月30日にさいたま地裁（石垣陽介裁判長）で第1回口頭弁論が開かれ、被告・県側は請求の棄却求め争う姿勢を示した。
2019年4月26日にさいたま地裁（石垣陽介裁判長）で開かれた準備的口頭弁論では県警の情報周知に関して原告側が申し立てた調査嘱託を受けて熊谷市が「県警が『市教育委員会に依頼していた』と主張している防災無線による地域住民へのアナウンスについての項目はなかった。加害者への当初の対応は『困っていた外国人に対応していた』に過ぎない」と回答した。
2022年4月18日、さいたま地裁（石垣陽介裁判長）は「県警に情報提供の義務があったと認められない」として請求を棄却した。

## 被告人について
- ペルーで25人を殺し大量殺人犯として知られる実兄のペドロ・パブロ・ナカダ・ルデニャが行った殺人を以前目撃したことがあり、精神的ショックを受けた[162][163]。
- 来日後の2006年には、前述の件が職場に発覚したことで離職したと姉に話していたことがあり[164]、その姉は「弟は日本に行って精神的に病んでしまった。『誰かに追いかけられている、自分は殺される』と言っていた」と語っている。
- 知人にも事件前に「誰かに殺される」と話していた[165][36]。
- 事件2日前に退職したときも、会社に理由を聞かれると「背広の男に追われている。もう工場に行けない」と答えていた[5]。
- 被告人の元勤務先の日本人の同僚は｢日本語は片言しか分からなかった。仕事に入ったら『こんにちは』って話してくるけど、全然しゃべらない。友だちはいなかったようです。食事もいつも一人で食べていました｣と語った[5]。
- 被告人は日本姓を持っているが、これはペルー在住時に兄弟揃って改姓したためであり、日系人というわけではない（ペドロ・パブロ・ナカダ・ルデニャの項も参照）。これについてテレビ朝日アナウンサーの小松靖が「日本では日系人（日本人）の子孫を名乗ると尊重し優遇してくれるとペルーでは考えられているらしい」と述べた[166]。

## 弁護人の対応
「頭の負傷や手術の影響で、精神障害の有無や程度が大きく変化するおそれがある」としてさいたま簡易裁判所に精神鑑定を請求したが、取り調べがすべて録音、録画されていることや、入院中の診断結果は病院で保存されていることなどを理由に「現時点での鑑定は必要ない」と判断され却下されたことを2015年11月2日に明らかにした。

## ペルーの対応
2015年10月9日、ペルー東京領事館のホルヘ・ハヨ総領事が男と約1時間にわたって接見し、健康状態や刑事手続きの確認を行った後、報道に対して「強い悲しみと心の痛みを感じている。在日ペルー人も同じ思いを感じていると思う」、「日本の警察と社会正義が適正に解決してくれるだろう」等のコメントをした。。

## 警察の対応への批判
任意同行ではあったが逃走を許したこと、住居侵入のみの時点で身柄が確保できなかったこと、さらに14日の殺人事件が起きたとき、関係性は不明ながらも当然ながら13日に逃走した男との関係が強く疑われ、住民への周知や検問などの対策がされるべきだったが、それらを行わなかったことにより、警察のミスが事態を深刻化させた可能性があると指摘されている。埼玉県警の捜査1課長は追わなかった理由を「犯罪の疑いがなかったから」としたが、熊谷署幹部は男が署内に持ち物を置いたまま赤信号を無視して逃走したことについて、「見つけないといけない特異事例との認識を持っていた」と明かしているほか、元警視庁捜査1課長の男性は「任意とはいえ、監視に問題があった。弁解の余地がない」「逃げたということは重大事件に関与している可能性も考えられる。県警を挙げて行方を捜すべきだった」と批判している。
埼玉県警察は「一連の対応に不備はなかった」との一点張りだが、日本大学名誉教授の板倉宏（刑法）は「大いに問題です。取り逃がさなければ、あんな事態にはならなかった。逃亡後、なぜ追わなかったのか」「取り逃がしは明らかにミス。浦和署員の殺人も含め、県警幹部の責任問題に発展するかもしれない」、甲南大学法科大学院教授の渡辺修（刑事訴訟法）は「警察から逃亡した不審者で挙動もおかしかった以上、自殺、事故、犯罪など不測の事態に備え、緊急配備するなど急いで身柄を確保する責任が県警にあった」「現代社会では、犯罪が起きてから動くよりも、防犯を重視する警察活動が重要。警察の意識改革が必要だ」と指摘した。また犯罪ジャーナリストの小川泰平（元神奈川県警刑事）は「外国人に事情を聞くときは逃走の可能性を視野に入れておくのが鉄則。不法滞在などの問題を抱えていた場合、強制送還を恐れて必死で逃げる。私が任意で話を聴いていた外国人は、交通量の多い国道1号を全力疾走で横切って逃げた。彼らは命がけなんです」「県警はこの男性が犯人だとにらんでいたはずだ。近隣住民に『不審な外国人が出没しているから注意してください』と広報したり、機動隊を投入して警戒を強めたりするべきだった」と述べた。
警察庁の金高雅仁長官は、被疑者が任意の事情聴取を受けていた際に逃走した件については「この時点では何らかの犯罪への関与は認められず、署に留める根拠はなかった」（刑事訴訟法の逮捕の要件や警察官職務執行法第3条の保護の要件に該当しない者を、強制力を用いて留置することはできない）とする一方、「非常に重い結果が生じている。県警は懸命に対応したと承知しているが、防ぐことができなかったかという観点から事案をよく見ていく必要がある」と述べ、埼玉県警の対応に問題がなかったか検証する必要があるとの考えを示した。
このように、埼玉県警熊谷署の不手際が指摘されているうえ、12日には同浦和署地域課の巡査部長が不倫相手との交際費捻出のために職権を悪用し、住居侵入及び殺人を行った疑いで逮捕（後に懲戒免職・強盗殺人及び住居侵入で起訴）されており（また、この事件を受けて会見を開いた本部長は「被害者」を「被疑者」と言い間違えたほか、部下への指導姿勢が問題視されたことがあった）、埼玉県警には12日から17日夕方の間だけで100件を超える苦情が殺到した。

## 埼玉県警の今後の対応策
10月29日、埼玉県警は事件の対応を検証し、今後の対応策をまとめ、公表した。
- 迅速な通訳の手配。
- 110番通報事案と関連性が疑われる警察署における取り扱い事案は、本部通信指令課へ積極的に報告する。
- 直轄警察犬の導入および犬舎その他必要な施設などの整備を急ぐ（警察犬には警察が飼育・訓練している「直轄警察犬」と、民間が飼育・訓練している「嘱託警察犬」がある[180]）。
- 住民へより広く注意喚起を行う。
- 不要な外出を控える、戸締まりを行うなどの具体的な措置を防災行政無線で伝える。

2015年12月 - 2016年6月には熊谷市を皮切りに市町村・警察署・自治会連合会の三者により不審者・犯罪情報提供をめぐる協定「熊谷モデル」が結ばれたほか、熊谷市では学校がその学区内の学校のみで保護者らに伝達していた不審者など情報を学校が市・警察へ報告し、学区を越えて市の配信メール「メルくま」「学校すぐメール」で広く周知する体制に改めた。また熊谷署・熊谷市・市自治会連合会は「熊谷モデル」に基づき犯罪情報の伝達訓練を行っている。
また、翌2016年1月4日からは凶悪事件や不審者などの情報をTwitterで発信する運用を始めた。

## 事件の影響
- 16日の男の身柄確保の際には現場周辺の道路が封鎖され、国道17号で大渋滞が発生したほか、近隣住民は警察官の指示で雨戸を閉めた[186][187]。
- 17日、殺害された姉妹が通っていた小学校周辺では早朝から警察によるパトロールが行われ、同校の児童は保護者や教諭らに付き添われて登校し、学校では全校集会（経緯の説明及び黙祷）が開かれ、複数の児童が不安を訴えて欠席したほか、熊谷市教委から2人のカウンセラーが派遣された[7][188]。
- 埼玉県警は16日夜以降、戸別訪問を行って安否確認を急いでいる（17日は560人態勢）[7][189]。
- 妻と娘2人を殺害された男性は、1週間もの間、食事・睡眠がとれなかった。また、男性の父は孫娘を失ったショックで倒れ、2週間の入院を余儀なくされた[190]。

## その他
16日に娘2人とともに殺害された女性は生前にエンディングノートを書いており、そこには「私の葬儀には『星に願いを』をかけて欲しい」「娘たちの写真を棺いっぱいに詰めて欲しい」などと書かれていたが、警察が証拠品として10月18日まで差し押さえ、女性の夫に繰り返し頼まれても見せることすら拒んだため、女性の願いは叶わず、女性の夫は後悔の念に苛まれているという。また、この男性は「県警の刑事総務課長が事件の経緯などを説明しに来たが、言い訳をだらだら言っているようにしか聞こえなかった」と述べ、「防げたのではないか」などと尋ねても、無言か「不備はなかった」の一点張りだったという。さらに、警察官とは仏壇の真横で話していたにもかかわらず、警察官から焼香の申し出がなかったといい、「人としてどうなんでしょうか？」という言葉を投げかけたが、「上の者に言っておきます」としか返ってこなかったという。